# 北区 (大邱広域市)

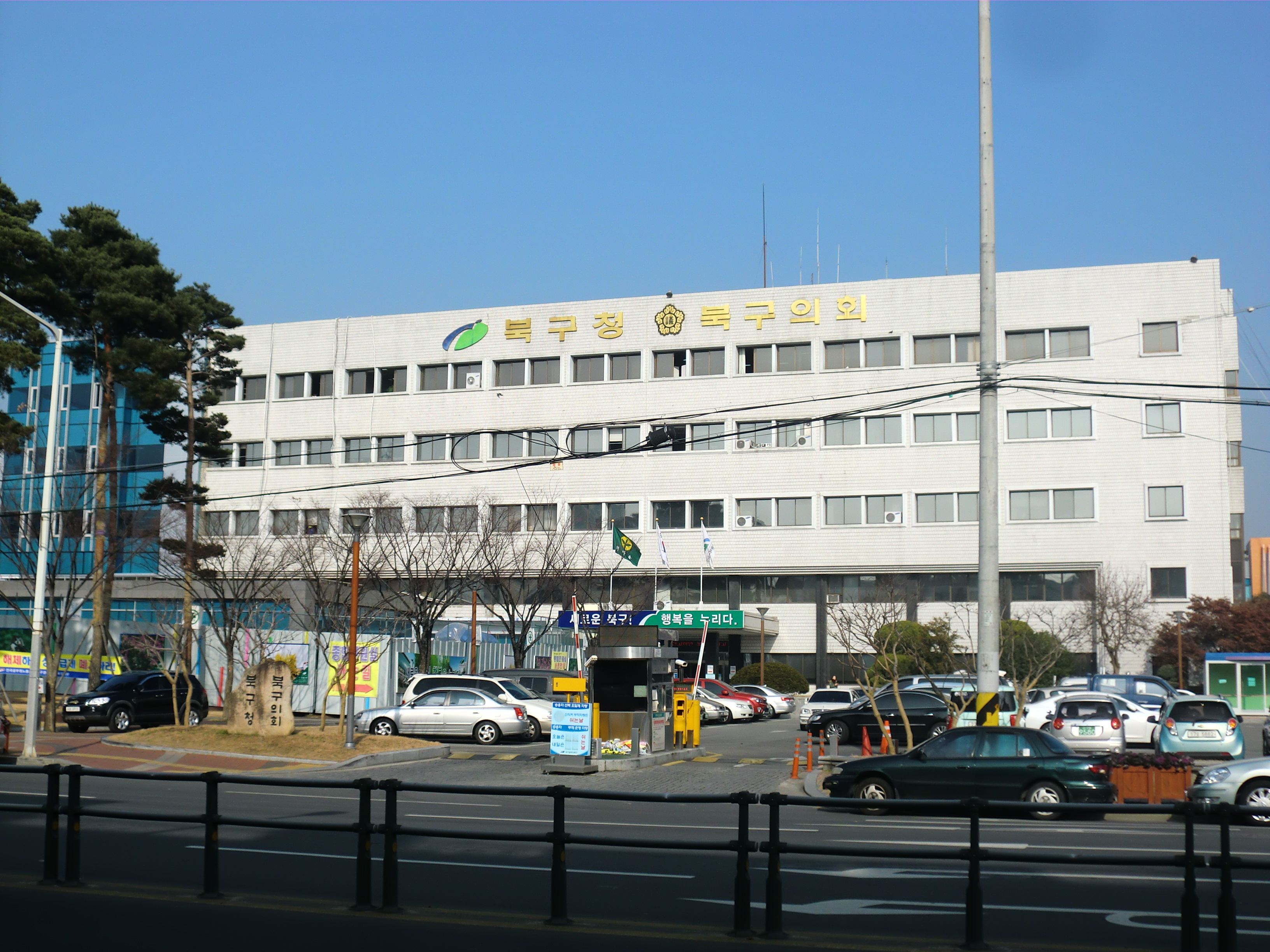
北区庁

北区（プッく/북구）は、大韓民国大邱広域市の区。

## 歴史
- 1963年1月1日 - 慶尚北道大邱市七星洞・砧山洞・山格洞・伏賢洞・検丹洞・西辺洞・東辺洞および太平路の一部をもって、北区が設置される。
- 1964年7月1日 - 太平路の一部が中区に編入。
- 1966年1月1日 - 砧山洞の一部が西区に編入。
- 1968年7月20日 - 七星洞の一部が東区に編入。
- 1975年10月1日 - 東区新岩洞の一部、西区魯谷洞・助也洞および院垈洞の一部を編入。
- 1981年7月1日 - 慶尚北道漆谷郡漆谷邑を編入。
- 1987年1月1日 - 東区研経洞および新岩洞の一部を編入。

## 行政

行政区域図

行政洞は23洞、法定洞は31洞からなる。
| 行政洞     | 法定洞                                 |
| ---------- | -------------------------------------- |
| 古城洞     | 古城洞1街、古城洞2街、古城洞3街        |
| 七星洞     | 七星洞1街、七星洞2街                   |
| 砧山1洞    | 砧山洞                                 |
| 砧山2洞    | 砧山洞                                 |
| 砧山3洞    | 砧山洞                                 |
| 魯院洞     | 魯院洞1街、魯院洞2街、魯院洞3街        |
| 山格1洞    | 山格洞                                 |
| 山格2洞    | 山格洞                                 |
| 山格3洞    | 山格洞                                 |
| 山格4洞    | 山格洞                                 |
| 伏賢1洞    | 伏賢洞                                 |
| 伏賢2洞    | 伏賢洞                                 |
| 大賢洞     | 大賢洞                                 |
| 検丹洞     | 検丹洞                                 |
| 東川洞     | 東川洞                                 |
| 無怠助也洞 | 東辺洞、西辺洞、助也洞、研経洞         |
| 関門洞     | 魯谷洞、梅川洞、八達洞、琴湖洞、泗水洞 |
| 太田1洞    | 太田洞                                 |
| 太田2洞    | 太田洞                                 |
| 鳩岩洞     | 鳩岩洞                                 |
| 観音洞     | 観音洞                                 |
| 邑内洞     | 邑内洞                                 |
| 国優洞     | 東湖洞、鶴亭洞、道南洞、国優洞         |

### 警察
- 大邱北部警察署
- 大邱江北警察署

## 教育機関
- 慶北大学校山格洞キャンパス（国立）
- 景明女子高等学校

## 交通

### 鉄道
- 韓国鉄道公社
  - 京釜線
    - 大邱駅
- 大邱交通公社
  - 大邱都市鉄道1号線
    - 大邱駅駅 - 七星市場駅

  - 大邱都市鉄道3号線
    - 漆谷慶大病院駅 - 鶴亭駅 - 八莒駅 - 東川駅 - 漆谷雲岩駅 - 鳩岩駅 - 太田駅 - 梅川駅 - 梅川市場駅 - 八達駅 - 工団駅 - 万坪駅 - 八達市場駅※ - 院垈駅※ - 北区庁駅※
- ※ 八達市場駅・院垈駅・北区庁駅の所在地は西区であるが、北区との境界上にある。

## 商業
- 七星市場 - 韓国で唯一の犬肉専門市場。かつては城南市の牡丹市場、釜山市の亀浦家畜市場と共に三大犬肉市場であった。